# Giuliano Razzoli
Giuliano Razzoli (Reggio Emilia, 18 dicembre 1984) è un ex sciatore alpino italiano. Soprannominato "Razzo", era specialista dello slalom speciale, specialità nella quale ha vinto la medaglia d'oro ai XXI Giochi olimpici invernali (terzo italiano, dopo Piero Gros e Alberto Tomba, a riuscire nell'impresa) e ha conquistato tutti i suoi podi in Coppa del Mondo.

## Biografia

### Stagioni 2005-2008
Originario di Villa Minozzo e sugli sci dall'età di quattro anni, nell'ambiente del Circo bianco è soprannominato "Razzo" ed esordì in Coppa Europa nella stagione 2004-2005. Nel 2006 il ventunenne Razzoli, che ancora non faceva parte della nazionale maggiore, fu apripista della gara di slalom speciale a Torino 2006, dove il suo tempo sarebbe stato il terzo assoluto nella prima manche. Il mese dopo vinse il titolo di campione italiano 2006, sempre in slalom speciale
Il 18 dicembre 2006 fece il suo esordio in Coppa del Mondo nello slalom speciale dell'Alta Badia, senza però riuscire a qualificarsi per la seconda manche (chiuse la gara 36º). I primi punti sono arrivati il 27 gennaio 2007 con il 24º posto di Kitzbühel, mentre il 17 febbraio 2007 conquistò il primo podio in Coppa Europa: 2º a Oberjoch. Quel 2006-2007 fu suo miglior anno nella competizione continentale, nella quale chiuse al sedicesimo posto in classifica generale e al terzo in quella di slalom speciale.

### Stagioni 2009-2010
Il 6 gennaio 2009 conquistò sulle nevi di Zagabria il primo podio in Coppa del Mondo, il terzo posto nello slalom speciale alle spalle di Jean-Baptiste Grange e Ivica Kostelić ottenuto partendo col pettorale 43, mentre ai Mondiali di Val-d'Isère, suo esordio iridato, non concluse la prova; il 20 febbraio a Monte Pora colse invece il primo successo in Coppa Europa, sempre in slalom speciale. Il 6 gennaio 2010 ha ottenuto, ancora a Zagabria, la prima vittoria in Coppa del Mondo, precedendo Manfred Mölgg e Julien Lizeroux.
Il 27 febbraio 2010 si è laureato campione olimpico ai XXI Giochi olimpici invernali di Vancouver 2010 (suo esordio olimpico) nello slalom speciale, precedendo Ivica Kostelić e André Myhrer. Con questo risultato l'alloro di campione olimpico in slalom è tornato in Italia ventidue anni dopo l'oro di Alberto Tomba a Calgary 1988; inoltre Razzoli ha messo fine al digiuno del settore maschile della nazionale azzurra nella rassegna a cinque cerchi: nello sci alpino, infatti, l'ultimo oro risaliva ad Albertville 1992 (Tomba in slalom gigante), mentre l'ultima medaglia era di Lillehammer 1994 (Tomba argento in slalom speciale). Vinse la medaglia d'oro nello slalom speciale ai Giochi mondiali militari di Valle d'Aosta 2010.

### Stagioni 2011-2024
Nella stagione 2010-2011 Razzoli ha ottenuto risultati altalenanti, anche a causa di un infortunio subito negli allenamenti di preparazione, ottenendo comunque un podio a Kitzbühel e concludendo la Coppa del Mondo con il suo secondo e ultimo successo nel circuito, nella prova di Lenzerheide del 19 marzo. Ai Mondiali di Garmisch-Partenkirchen non ha concluso la prova, ma ha conquistato il titolo di campione italiano di slalom. Non ha portato a termine la gara di slalom nemmeno ai Mondiali di Schladming 2013, ai XXII Giochi olimpici invernali di Soči 2014 e ai Mondiali di Vail/Beaver Creek 2015.
Nella stagione 2014-2015 è tornato sul podio nello slalom di Kranjska Gora (dopo 3 anni e 4 mesi dal suo ultimo piazzamento nei primi 3) arrivando secondo alle spalle del norvegese Henrik Kristoffersen; ai Mondiali di Sankt Moritz 2017 si è classificato 22º nello slalom speciale; anche due anni dopo, ai Mondiali di Åre, è stato 22º nello slalom speciale, mentre a quelli di Cortina d'Ampezzo 2021, sua ultima presenza iridata, non ha completato lo slalom speciale. Il 16 gennaio 2022, con il 3º posto conquistato nello slalom speciale disputato sulla Männlichen/Jungfrau di Wengen (suo ultimo podio nel circuito), ha stabilito il nuovo primato di atleta più anziano a salire sul podio in Coppa del Mondo in tale specialità, fino ad allora detenuto dallo svedese André Myhrer; ai successivi XXIV Giochi olimpici invernali di Pechino 2022, suo congedo olimpico, si è classificato 8º nello slalom speciale a 26 centesimi dal podio. Si è ritirato dall'attività agonistica al termine della stagione 2023-2024 e la sua ultima gara in carriera è stata lo slalom speciale di Coppa del Mondo disputato ad Aspen il 3 marzo, non completato da Razzoli.

## Palmarès

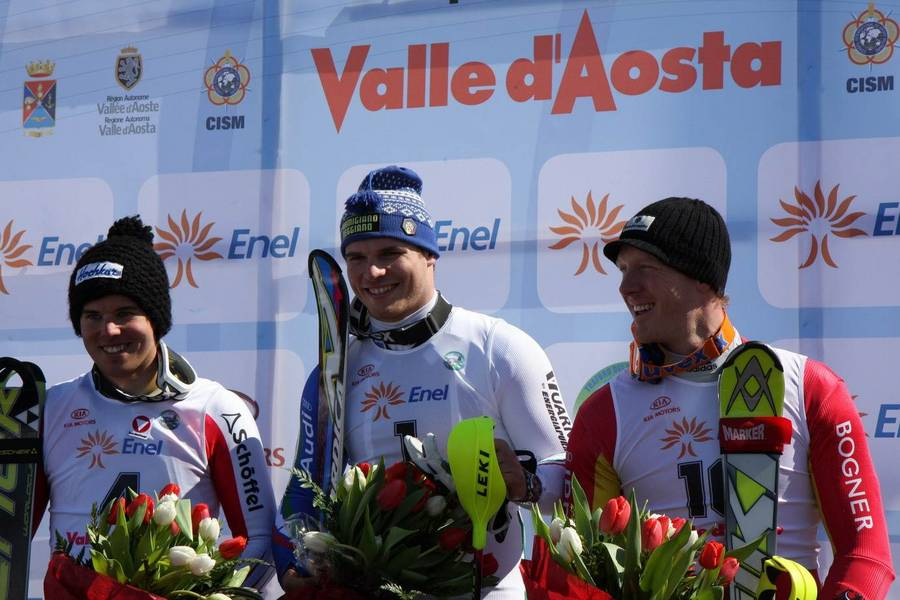
Il podio dello slalom speciale ai I Giochi mondiali militari invernali di Valle D'Aosta 2010: Giuliano Razzoli (oro, al centro) con Matthias Tippelreither (argento, a destra) e Stefan Kogler (bronzo, a destra)

### Olimpiadi
- 1 medaglia:
  - 1 oro (slalom speciale a Vancouver 2010)

### Mondiali militari
- 2 medaglie:
  - 2 ori (slalom speciale a Valle d'Aosta 2010; slalom speciale ad Annecy 2013)

### Coppa del Mondo
- Miglior piazzamento in classifica generale: 25º nel 2015
- 11 podi (tutti in slalom speciale):
  - 2 vittorie
  - 5 secondi posti
  - 4 terzi posti

#### Coppa del Mondo - vittorie
| Data           | Località        | Paese    | Specialità |
| -------------- | --------------- | -------- | ---------- |
| 6 gennaio 2010 | Zagabria Sljeme | Croazia  | SL         |
| 19 marzo 2011  | Lenzerheide     | Svizzera | SL         |

Legenda:

SL = slalom speciale

#### Coppa del Mondo - gare a squadre
- 1 podio:
  - 1 secondo posto

### Coppa Europa
- Miglior piazzamento in classifica generale: 16º nel 2007
- 7 podi:
  - 3 vittorie
  - 2 secondi posti
  - 2 terzi posti

#### Coppa Europa - vittorie
| Data             | Località   | Paese  | Specialità |
| ---------------- | ---------- | ------ | ---------- |
| 20 febbraio 2009 | Monte Pora | Italia | SL         |
| 16 dicembre 2009 | Obereggen  | Italia | SL         |
| 12 febbraio 2011 | Monte Pora | Italia | SL         |

Legenda:

SL = slalom speciale

### Campionati italiani
- 6 medaglie:[9]
  - 3 ori (slalom speciale nel 2006; slalom speciale nel 2011; slalom speciale nel 2015)
  - 2 argenti (slalom speciale nel 2009; slalom speciale nel 2012)
  - 1 bronzo (slalom speciale nel 2014)

## Riconoscimenti
- Premio internazionale Sport Civiltà nella categoria "Atleta dell'anno": 2010[12]
- Referendum della Gazzetta nella categoria "Atleta italiano dell'anno": 2010
- Gli è stata dedicata una pista nel comprensorio del Cimone, denominata "Razzoli", in onore della sua vittoria olimpica di Vancouver 2010.[13]